# Liste von Übersetzern aus dem Ukrainischen
Diese Liste enthält Übersetzer aus dem Ukrainischen in Auswahl.

## Liste
| Name                     | Lebensdaten | Zielsprache | Anmerkungen                       |
| ------------------------ | ----------- | ----------- | --------------------------------- |
| Annegret Becker          | * 1989      | Deutsch     | Belletristik                      |
| Kati Brunner             | * 1977      | Deutsch     | Belletristik                      |
| Claudia Dathe            | * 1971      | Deutsch     | Belletristik                      |
| Juri Durkot              | * 1965      | Deutsch     | Belletristik                      |
| Rolf Göbner              | * 1942      | Deutsch     | Belletristik                      |
| Ganna Gnedkova           | * 1992      | Deutsch     | Belletristik                      |
| Jona Gruber              | 1908–1980   | Deutsch     | Belletristik, Lyrik               |
| Anna-Halja Horbatsch     | 1924–2011   | Deutsch     | Belletristik, Lyrik               |
| Lukas Joura              | * 1996      | Deutsch     | Belletristik, Lyrik, Wissenschaft |
| Irena Katschaniuk-Spiech | * 1935      | Deutsch     | Lyrik                             |
| Beatrix Kersten          | * 1972      | Deutsch     | Lyrik                             |
| Esther Kinsky            | * 1956      | Deutsch     | Belletristik                      |
| Ingeborg Kolinko         | * 1940      | Deutsch     | Belletristik                      |
| Elisabeth Kottmeier      | 1902–1983   | Deutsch     | Lyrik                             |
| Alexander Kratochvil     | * 1965      | Deutsch     | Belletristik                      |
| Alfred Kurella           | 1895–1975   | Deutsch     | Belletristik                      |
| Lydia Nagel              | * 1977      | Deutsch     | Belletristik                      |
| Chrystyna Nazarkewytsch  | * 1964      | Deutsch     | Lyrik                             |
| Alla Paslawska           | * 1963      | Deutsch     | Belletristik                      |
| Larissa Robiné           | 1918–2004   | Deutsch     | Belletristik                      |
| Gustav Specht            | 1885–1956   | Deutsch     | Belletristik                      |
| Sabine Stöhr             | * 1968      | Deutsch     | Belletristik                      |
| Johannes Queck           | * 1995      | Deutsch     | Belletristik                      |
| Julia Virginia           | 1878–1942   | Deutsch     | Lyrik                             |
| Erich Weinert            | 1890–1953   | Deutsch     | Belletristik                      |
| Christian Weise          | * 1960      | Deutsch     | Belletristik                      |
| Maria Weissenböck        | * 1980      | Deutsch     | Belletristik                      |
| Alois Woldan             | * 1954      | Deutsch     | Belletristik                      |